# مجلس الكنيسة
مجلس الوزراء كان عبارة عن لجنة للحكومة العلمانية والكنسية المحلية للأبرشية في إنجلترا وويلز وبعض المستعمرات الإنجليزية ، والتي كانت تجتمع في الأصل في مجلس الوزراء أو خزانة كنيسة الرعية، وبالتالي أصبحت تُعرف بالعامية باسم "مجلس الوزراء". في أوجها، كانت المجالس هي الشكل الوحيد للحكومة المحلية في العديد من الأماكن، وتم تجريدهم من وظائفهم العلمانية في عام 1894 وإلغاؤها عام 1921.
يظل مصطلح مجلس الوزراء مستخدمًا خارج إنجلترا وويلز للإشارة إلى الهيئة الإدارية المنتخبة والممثل القانوني لكنيسة الرعية، على سبيل المثال في الكنائس الأسقفية الأمريكية والاسكتلندية.

## الملخص
كانت المجالس هي الحكومة المحلية الوحيدة بحكم الأمر الواقع وترأست جمع التبرعات والإنفاق المجتمعي حتى منتصف أو أواخر القرن التاسع عشر تحت رئاسة الكنيسة المحلية المنشأة. لقد كانوا مهتمين بالرفاهية الروحية والجسدية لأبناء الرعية والمرافق الرعوية، العلمانية والدينية على حد سواء، من خلال جمع الضرائب المحلية وتحمل مسؤولية وظائف مثل رعاية الفقراء، وصيانة الطرق، وتنفيذ القانون البسيط، والتسجيل المدني، وصيانة مبنى الكنيسة. ومع ذلك، تم التعامل مع المسائل العقابية الأكثر خطورة من قبل محكمة مانوريه ومحكمة المائة، أو قضاة الصلح. يمكن أن تختلف الوظائف من أبرشية إلى أخرى اعتمادًا على العادات المقبولة. وذلك لأن سلطتهم مستمدة في البداية من العرف ولم يتم التصديق عليها إلا في بعض الأحيان من قبل القانون العام. ومع ذلك، خلال فترة تيودور (1485-1603)، مُنحت مجالس الرعية واجبات قانونية؛ على سبيل المثال، تم تقديم سجل الرعية الإلزامي في عام 1538، وفي عام 1555، أصبحوا مسؤولين عن صيانة الطرق، بينما في عام 1601، جعل قانون الفقراء الإليزابيثي الأديرة مسؤولة عن رعاية فقراء الرعية. في ذروة صلاحياتهم قبل إلغاء مسؤوليات قانون الفقراء في عام 1834، أنفقت الدوائر ما لا يقل كثيرًا عن خمس ميزانية الحكومة البريطانية.
وأخيراً في عام 1894 تم فصل الجوانب العلمانية والكنسية في إصلاحات الحكومة المحلية عن طريق إنشاء أبرشيات مدنية. تم نقل الواجبات العلمانية المتبقية للمجلس إلى مجالس الرعية المنشأة حديثًا. ظلت واجباتهم الكنسية مع كنيسة إنجلترا، حتى تم إلغاؤها واستبدالها بمجالس الكنيسة الضيقة في عام 1921. وقد عُورِضَت علمنة الحكومة المحلية دون جدوى من قبل إدارات حزب المحافظين بقيادة اللورد سالزبوري والعديد من السياسيين الليبراليين في الكنيسة العليا من عام 1895 إلى عام 1900.
الجانب الوحيد من المجلس الأصلي المتبقي قيد الاستخدام الحالي هو الاجتماع السنوي لأبناء الرعية، والذي يمكن أن يحضره أي شخص في السجل المدني المحلي للناخبين والذي لديه القدرة على تعيين حراس الكنيسة.

## اللجان في إنجلترا وويلز

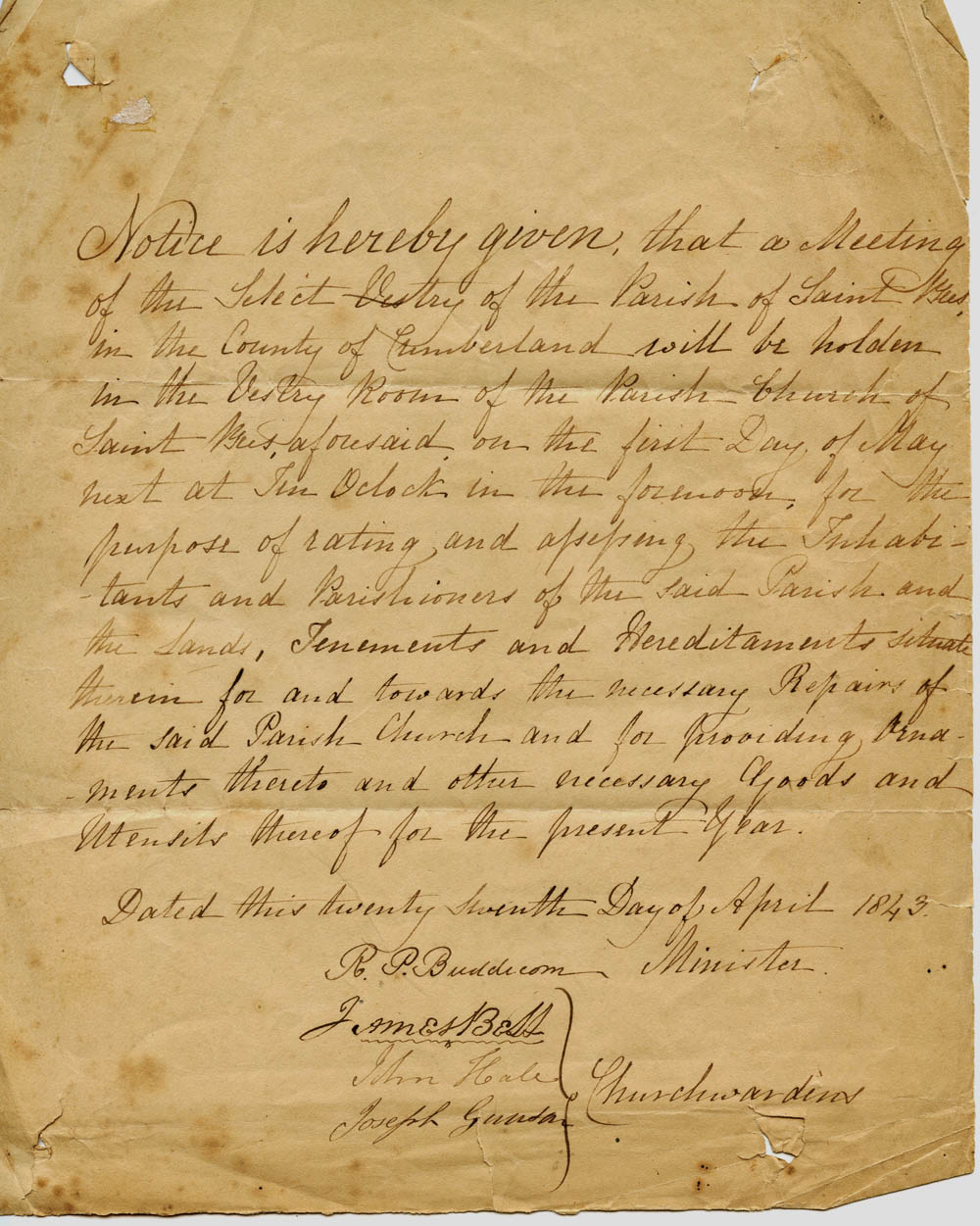
إشعار مؤرخ في نيسان 1843 (والذي كان من الممكن أن يتم تثبيته على باب الكنيسة) يدعو إلى اجتماع المجلس المختار لأبرشية سانت بيز، لتصنيف وتقييم الممتلكات في الرعية لجمع الأموال لإصلاح الكنيسة و توفير الحلي وغيرها من السلع الضرورية للعام المقبل. تم التوقيع عليه من قبل القس آر بي بوديكوم، نائب سانت بيز، وثلاثة من حراس الكنيسة الأربعة.

كان مجلس الوزراء عبارة عن اجتماع لدافعي الضرائب في الرعية برئاسة شاغل الرعية، والذي يعُقد في الأصل في كنيسة الرعية أو مجلسها، ومنه حصلت على اسمها.  
لم ينشئ أي قانون لجان مجلس الوزراء، لكنها تطورت بشكل مستقل في كل أبرشية وفقًا للاحتياجات المحلية في الحكم الضيق في العصور الوسطى. بحلول أواخر القرن السابع عشر، أصبحوا، جنبًا إلى جنب مع قضاة المقاطعات، حكام المناطق الريفية في إنجلترا.
في إنجلترا، حتى القرن التاسع عشر، كانت لجنة مجلس الرعية تعادل مجالس الكنيسة الحالية بالإضافة إلى جميع الحكومات المحلية المسؤولة عن الأعمال المحلية العلمانية، والتي أصبحت الآن مسؤولية مجلس المقاطعة وكذلك في بعض المناطق مجلس الرعية المدنية.

صندوق الرعية في كنيسة سانت ماري، كيمبلي ، جلوسيسترشاير.

## الأصول
اعتمد مجلس الأبرشيات على ملكية الأرض، لذلك أصبح نظام العزبة على نحو متزايد، حيث يتم تجميع الأبرشيات من قبل أمراء العزبة بالتنسيق مع رجال الدين المحليين والمؤسسات الدينية من خلال الخدمة عبر كنيسة جديدة أو قصر مانور. في البداية، كان القصر هو الوحدة الرئيسية للإدارة المحلية والعادات العامة والعدالة في الاقتصاد الريفي، ولكن بمرور الوقت حلت الكنيسة محل محكمة القصر فيما يتعلق بالعناصر الأساسية للحياة الريفية والتحسين - فقد فرضت ضرائبها المحلية على المنتجات والعشور. حولت هذه التغييرات المشاركة في اجتماع البلدة أو الرعية، الذي تناول مختلف المطالب والاحتياجات والمشاريع المدنية والكنسية. أشرف على هذا الاجتماع الجديد كاهن الرعية (النائب/رئيس الجامعة/القسيس)، وهو على الأرجح أفضل السكان تعليمًا، وأصبح يُطلق عليه عمومًا اسم اجتماع مجلس الوزراء.

## نمو القوة
مع تزايد تعقيد المجتمع الريفي، اكتسبت اجتماعات المجلس بشكل عملي مسؤوليات أكبر وأعطيت سلطة منح أو رفض المدفوعات من أموال الرعية. على الرغم من أن لجان المجلس لم يتم إنشاؤها بموجب أي قانون، وأنها نشأت في عملية مخصصة غير منظمة، إلا أنه كان من المناسب للغاية السماح لها بالتطور. كانت هذه هي سلطتهم القانونية الأولى والرئيسية لعدة قرون.
مع هذا التشكيل التدريجي للمسؤوليات المدنية، اكتسبت الرعايا الكنسية طبيعة مزدوجة ويمكن تصنيفها على أنها رعايا مدنية وكنسية. في إنجلترا، حتى القرن التاسع عشر ، كان مجلس الرعية هو ما يُطلق عليه اليوم عادةً مجلس الكنيسة الضيق. ومع ذلك، كانت أيضًا مسؤولة عن جميع أعمال الرعية العلمانية التي تتعامل معها الآن الهيئات المدنية، مثل مجالس الأبرشيات.
في النهاية، تولى مجلس الوزراء مجموعة متنوعة من المهام. وأصبح مسؤول عن تعيين مسؤولي الرعية، مثل كاتب الرعية، والمشرفين على الفقراء، والسيكستون والزبالين، والشرطة، والحراس الليليين.
في ذروة صلاحياتهم، قبل إزالة مسؤوليات قانون الفقراء في عام 1834، أنفقت الهيئات ما لا يقل كثيرًا عن خمس ميزانية الحكومة الوطنية نفسها. اعتنى أكثر من 15600 مجلس أبرشي كنسي بممتلكاتهم: الكنائس والمقابر، وأكواخ الرعية ودور العمل، والجمعيات الخيرية الممنوحة، وصلبان الأسواق، والمضخات، والجنيهات، وأعمدة الجلد، والأسهم، والأقفاص، ودور المراقبة، والأوزان والموازين، والساعات، وسيارات الإطفاء. . أو بعبارة أخرى: صيانة الكنيسة وخدماتها، وحفظ السلام، وقمع التشرد، وتخفيف العوز، وإصلاح الطرق، وقمع المضايقات، وتدمير الهوام، وتأثيث الجنود والبحارة، وحتى إلى حد ما فرض الانضباط الديني والأخلاقي. كانت هذه من بين الواجبات العديدة المفروضة على الرعية وموظفيها، أي المجلس وتنظيمه، بموجب قانون الأرض، والعادات والممارسات المحلية حسب ما يتطلبه الوضع.
وقد أدى هذا المستوى من النشاط إلى زيادة تعقيد الإدارة. سيقوم كاتب الرعية بإدارة قرارات وحسابات لجنة مجلس الوزراء، وسيتم تخزين سجلات أعمال الرعية في "صندوق الرعية" المحفوظ في الكنيسة وتوفير الأمن بثلاثة أقفال مختلفة، والتي سيتم الاحتفاظ بمفاتيحها الفردية بواسطة مثل كاهن الرعية ومسؤولي الكنيسة.

## تحديد مجلس الوزراء

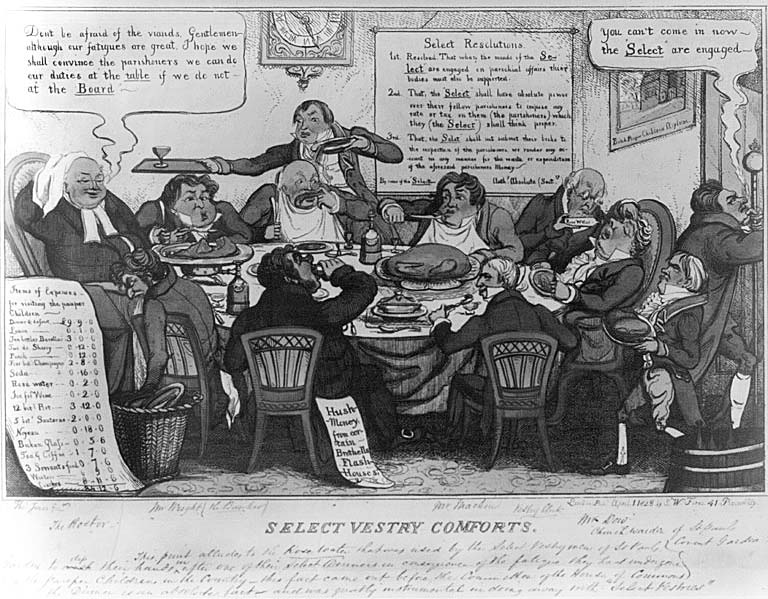
رسم كاريكاتوري ساخر لقاعة كنيسة سانت بول المختارة، كوفنت جاردن. توماس جونز 1828.

في القرن السابع عشر أدى النمو الهائل للسكان في بعض الأبرشيات، ومعظمها في المناطق الحضرية، إلى زيادة صعوبة عقد الاجتماعات وإجرائها. ونتيجة لذلك، تم إنشاء هيئة جديدة، وهي المجلس المختار. كانت هذه لجنة إدارية مكونة من أبناء الرعية المختارين، وكان أعضاؤها عمومًا مؤهلين للملكية وتم تعيينهم إلى حد كبير عن طريق الاختيار المشترك. عُرفت هذه اللجنة أيضًا باسم مجلس الوزراء المغلق، في حين تم استخدام مصطلح مجلس الوزراء المفتوح لاجتماع جميع دافعي الضرائب.
كان هناك تحريض مستمر من أجل الإصلاح، وفي عام 1698 أصر مجلس اللوردات على أن مشروع قانون لإصلاح المجالس المختارة، مشروع قانون مجلس اللوردات ، سيكون دائمًا البند الأول من أعمال اللوردات في البرلمان الجديد حتى تم تمرير مشروع قانون الإصلاح.

## الإنخفاض

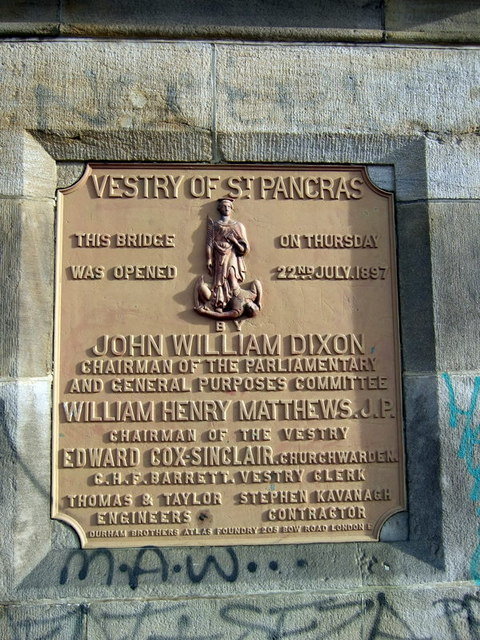
لوحة تذكارية لمبادرة بناء الجسور عام 1897 في لندن. تم انتخاب جورج برنارد شو لعضوية مجلس سانت بانكراس في عام 1897. أصبحت متروبوليتان بورو سانت بانكراس في عام 1900.

كانت إحدى المسؤوليات الرئيسية للمجلس هي إدارة قانون الفقراء. ومع ذلك، فإن البطالة المنتشرة على نطاق واسع في أعقاب الحروب النابليونية طغت على مجلس الوزراء، وبموجب قانون تعديل قانون الفقراء لعام 1834، تم نقل هذا الواجب إلى مجالس الأوصياء المنتخبة للأبرشيات الفردية أو إلى النقابات القانونية الضعيفة.
كانت هناك حركة تدريجية للفصل بين الواجبات الكنسية والعلمانية للمجلس. منع قانون مجلس الوزراء لعام 1850 عقد الاجتماعات في الكنائس، وفي لندن، تم دمج مجلس الوزراء بموجب قانون إدارة العاصمة لعام 1855 لإنشاء هيئات مدنية منظمة بشكل صحيح لأبرشيات لندن. ومع ذلك، لم يكن لديهم أي واجبات كنسية.
مع تقدم القرن التاسع عشر، فقدت مجلس الرعية واجباتها العلمانية تدريجيًا.
ومع ذلك، أدى انتشار هذه الهيئات المحلية إلى تجزئة مربكة لمسؤوليات الحكومة المحلية، وأصبح هذا دافعًا لإصلاح واسع النطاق في الحكومة المحلية، مما أدى إلى ظهور قانون الحكم المحلي لعام 1894.
وبموجب هذا القانون، تم فصل الواجبات العلمانية والكنسية أخيرًا عندما تم إدخال نظام مجالس الأبرشيات الريفية المنتخبة ومجالس المناطق الحضرية. أدى هذا إلى إزالة جميع الأمور العلمانية من مجالس الرعية، وإنشاء مجالس أبرشية أو اجتماعات أبرشية لإدارتها.

## الاستخدام الكنسي المتبقي
بعد إزالة السلطات المدنية في عام 1894، استمرت الاجتماعات في إدارة شؤون الكنيسة في أبرشيات كنيسة إنجلترا.
يستمر استخدام مصطلح مجلس الوزراء في بعض الطوائف الأخرى، للدلالة على مجموعة من الأعضاء العلمانيين المنتخبين لإدارة أعمال أبرشية الكنيسة. وهذا هو الحال في الكنائس الأسقفية الاسكتلندية،  والأمريكية، وفي المقاطعات الكنسية الأنجليكانية مثل أستراليا وكندا ونيوزيلندا. وفي الكنيسة الأسقفية الأمريكية، يتم انتخاب أعضاء مجلس الوزراء بشكل عام سنويًا ويعملون كممثلين قانونيين للكنيسة.

## تشريع
قوانين مجلس الوزراء من 1818 إلى 1853 هي العنوان الجماعي للقوانين التالية:
- قانون مجلس الوزراء 1818 [الإنجليزية] (58 جيو 3 ج 69)
- قانون السترات 1819 [الإنجليزية] (59 جيو 3 ج 85)
- قانون السترات 1831 (1 و 2 وصية 4 ج 60)
- قانون إشعارات الرعية لعام 1837 [الإنجليزية] (7 Will 4 & 1 Vict c 45)
- قانون مجلس الوزراء 1850 (13 و14 فيكتوريا، ج 57)
- قانون مجلس الوزراء 1853 [الإنجليزية] (16 و17 فيكتوريا، ج 65)

## أنظر أيضا
- الأبرشيات المدنية في إنجلترا
- الخزانة